# 15925 Rokycany
15925 Rokycany è un asteroide della fascia principale. Scoperto nel 1997, presenta un'orbita caratterizzata da un semiasse maggiore pari a 2,5908487 UA e da un'eccentricità di 0,1239280, inclinata di 12,38932° rispetto all'eclittica.